# Fontaine des Lions (Porto)
Pour les articles homonymes, voir Fontaine des Lions.
La Fontaine des Lions (en portugais : Fonte dos Leões) est située sur la Praça de Gomes Teixeira, dans la ville de Porto, en face du rectorat de l'Université de Porto, le bâtiment où, jusqu'en 1995, opérait la Faculté des sciences de l'Université de Porto.
C'est l'une des rares fontaines de la ville à ne pas avoir été construite au Portugal, et en même temps la plus accrocheuse de Porto. La fontaine est en bronze et le bassin en granit. 
Elle a été commandée par la Companhia das Águas do Porto en 1882, commençant à fonctionner quatre ans plus tard, fournissant de l'eau à cette zone de la ville.